# Monasteriologie
Monasteriologie je historická věda zabývající se kláštery a vším, co je s nimi spojené: církevní řády, řeholní komunity, kongregace, historie a architektura kostelů, konventů a kaplí, včetně klášterních interiérů, materiální i duchovní produkce, ikonologické prezentace atd.